# Racasta caberaria
Racasta caberaria är en fjärilsart som beskrevs av Walker 1861. Racasta caberaria ingår i släktet Racasta och familjen mätare. Inga underarter finns listade.